# Mytilicola mactrae
Mytilicola mactrae is een eenoogkreeftjessoort uit de familie van de Mytilicolidae. De wetenschappelijke naam van de soort is voor het eerst geldig gepubliceerd in 1959 door Hoshina & Kuwabara.